# Лангевег, Кик
Кристиан Геррит (Кик) Лангевег (нидерл. Christiaan Gerrit (Kick) Langeweg; род. 7 марта 1937) — нидерландский шахматист; международный мастер (1962).

## Шахматная карьера
Серебряный призер чемпионатов Нидерландов 1969 и 1980 гг. Бронзовый призер чемпионатов Нидерландов 1970, 1972 и 1983 гг.
В составе сборной Нидерландов участник восьми шахматных олимпиад (1960—1970, 1978, 1980 гг.). На 17-й Олимпиаде в Гаване (1966 г.) показал 1-й результат на 4-й доске, на 19-й в Зигене (1970 г.) — 3-й результат на 3-й доске, на 24-й в Валлетте (1980 г.) — 2-й результат на 4-й доске. Также в составе национальной сборной участвовал в двух командных чемпионатах Европы (1965 и 1983 гг.), четырех командных чемпионатах мира среди студентов (1960—1963 гг.), десяти Кубках Клары Бенедикт (золотые медали в 1966 и 1969 гг., серебряные медали в 1968 и 1972 гг.; в 1966 г. также показал лучший результат на своей доске).
Победитель мемориалов Д. Нотебоома 1960 и 1961 гг.
Победитель международного турнира IBM 1961 г.
Победитель международного турнира в Пловдиве 1974 г.
Также известен как теоретик. Является автором книг о сицилианской и староиндийской защитах.

## Книги
- Kick Langeweg: Sicilian defence, 2.f4 / Siciliaanse verdediging, 2.f4 / Sizilianische Verteidigung, 2.f4. Alkmaar, Interchess, 1993. (Boek + diskette. Geen ISBN}
- Kick Langeweg: King’s Indian, Sämisch variation / Konings-indisch, Sämisch variant / Königsindisch, Sämisch variante. Alkmaar, Interchess, 1995. (Boek + diskette). ISBN 90-71689-90-5.

## Изменения рейтинга
| Графики недоступны из-за технических проблем. См. информацию на Фабрикаторе и на mediawiki.org. |